# Бусса
Бусса, также допаасунте, добасе, гобезе, горазе, говасе, лоху, машелле, моссия, орасе (самоназвание — Mossittaata), — кушитский язык, на котором говорят в специальном районе Дираше на юге Эфиопии.
Бленч относит бусса к консоидной группе восточно-кушитской ветви языков. 
Лексика на 78 % схожа с але, 51 % с консо, 61 % с тсамаи. Базовый порядок слов — SOV. 86 % носителей неграмотны.

## Современное положение

### Ареал и численность
По переписи населения 2007 года, на языке бусса говорят 19 020 человек. Из них для 18 100 бусса родной язык, 920 человек говорят на бусса как на втором. 4960 монолингвов. 
Распространён в специальном районе Дираше близ озера Чамо в Области Народностей Южной Эфиопии на юге Эфиопии.

### Социолингвистические сведения
Бусса постепенно вытесняется другими языками. На севере — оромо, дираша и амхарским, на юге — зайсе-зергулла и гамо.